# Erza Muqoli (album)
| Recensione | Giudizio |
| ---------- | -------- |
| AllMusic   |          |

Erza Muqoli è il primo album in studio della cantante franco-kosovara Erza Muqoli, pubblicato il 25 ottobre 2019.

## Tracce
1. Fillim – 1:37
2. Les étoiles – 2:58
3. Devant – 3:35
4. Pourquoi certains gagnent – 3:09
5. Je chanterai – 3:34
6. Dommage – 4:47
7. Ma prière d'enfant – 3:50
8. Margaux – 4:02
9. Tant qu'on est là – 3:38
10. C'est quoi ça – 3:25
11. Les hologrammes – 4:23
12. Vous étiez là – 5:05

Durata totale: 44:03

## Classifiche
| Classifica (2019) | Posizione massima |
| ----------------- | ----------------- |
| Svizzera          | 95                |
| Francia           | 31                |
| Belgio (Vallonia) | 37                |